# Giordano Bruschi
Giordano Bruschi (Pistoia, 20 settembre 1925) è un partigiano, sindacalista e scrittore italiano.

## Biografia
Nato a Pistoia nel 1925, per sfuggire alle persecuzioni del regime fascista contro il padre, ferroviere, che aveva partecipato nel 1920 al grande sciopero del sindacato ferrovieri, si trasferisce con la famiglia a Genova nel 1937, al Campasso e poi a Certosa. Ancora diciassettenne, con Giovanni Barisone e Bruno Bertini nel 1943 fonda il Movimento intellettuale socialista scientifico. In seguito all'armistizio di Cassibile, entra a far parte del Fronte della gioventù per l'indipendenza nazionale e per la libertà come responsabile degli studenti. Attraverso Giacomo Buranello prende contatto col Partito comunista e agisce attivamente come staffetta trasportando informazioni, materiali ed esplosivi. Nel 1944, però, individuato con altri, decide di riparare in Piemonte. Diviene operario alla San Giorgio e viene chiamato da Gillo Pontecorvo per entrare nel PCI e nella resistenza partigiana col nome di battaglia di Giotto.
Dopo la liberazione, a cui partecipa direttamente a Torino, torna a Genova e nel dopoguerra inizia l'attività di sindacalista, partecipando al movimento operaio, entrando in Cgil e rimanendovi come dirigente sino al 1976. Nella confederazione assume il compito di promuovere la rifondazione dello storico sindacato dei marittimi (Federazione Italiana Lavoratori del Mare), in cui entra poi nella segreteria nazionale, e nel 1959 organizza il lungo sciopero della categoria per il rinnovo del contratto nazionale, noto come "lo sciopero dei quaranta giorni". Lasciata l'attività sindacale diventa direttore editoriale delle rete televisiva Telecittà, attività che mantiene per 11 anni. In seguito alla svolta della Bolognina, entra nel Partito della Rifondazione Comunista, per cui è segretario provinciale e membro del comitato politico nazionale dal 1995 al 2004, e poi è per altri dieci anni in consiglio comunale. Alle elezioni amministrative del 1997 è candidato sindaco del capoluogo ligure, ottenendo 31.809 preferenze e l'8,43% dei voti; mentre nelle elezioni politiche del 2001 è candidato senatore, ottenendo nel proprio collegio il 7,6% delle preferenze.
A partire dai primi anni 2000 si dedica in particolare all'attività di scrittore e alla testimonianza sull'esperienza nella resistenza partigiana in conferenze e nelle scuole. Presidente delle Associazioni per la tutela dell'Acquedotto Storico di Genova, nel 2020 è insignito col Grifo d'Oro. Nel 2021 è protagonista del docufilm Giotto: il Novecento proletario di Giordano Bruschi, presentato alla ventesima edizione del May Day Reel Work Festival di Santa Cruz, in California, e al Bellaria Film Festival.
Nel 2023, in occasione del centenario dalla nascita di Italo Calvino, inaugura un ciclo di conferenze in memoria dello scrittore sanremese che, da partigiano, operò nella sua stessa area e al quale fu idealmente legato dall'amicizia comune col giovane partigiano Gaetano Cervetto, torturato e ucciso il 12 marzo del 1945. Nel 2024 idea e pubblica l'Almanacco del popolo antifascista, un calendario perpetuo senza i giorni della settimana, dedicato a 366 storie di personalità della resistenza italiana, ricevendo il plauso del presidente della repubblica Sergio Mattarella, in occasione di ciò inaugura un nuovo ciclo di conferenze sulla resistenza.

## Opere
- Giordano Bruschi, Manuel Chiarlo e Andrea Moretti, Genova luglio 2001, PRC, 2001.
- Giordano Bruschi, Una battaglia operaria a Genova, Fratelli Frilli Editori, 2005, ISBN 9788875631369.
- Giordano Bruschi, La sfida dei marittimi ai padroni del vapore, Fratelli Frilli Editori, 2006, ISBN 9788875632205.
- Giordano Bruschi, 1991-2014. Ventitré anni di lotte popolari in Valbisagno, Internòs, 2014, ISBN 9788895952628.
- Giordano Bruschi, Un partigiano di nome Annibale, Settegiorni Editore, 2015, ISBN 9788897848424.
- Giordano Bruschi, Litania del Bisagno, Il Canneto Editore, 2016, ISBN 9788899567026.
- Giordano Bruschi e Giuseppe Morabito, Una Spoon River partigiana, Il Canneto editore, 2017, ISBN 9788899567286.
- Giordano Bruschi e Francesco Podestà, L'acquedotto di Genova 1071-1879, Fratelli Frilli Editori, 2018, ISBN 9788869433108.
- Giordano Bruschi, Il mio Novecento, Il Canneto Editore, 2020, ISBN 9788899567965.
- Giordano Bruschi e Beppe Morabito, Il fazzoletto rosso di Bisagno, Fratelli Frilli Editori, 2021, ISBN 9788869435577.
- Giordano Bruschi e Simone Passalacqua, Camminare nella storia, Erga Edizioni, 2022, ISBN 8832983532.
- Giordano Bruschi, Uomini di pace a Genova, Fratelli Frilli Editori, 2022, ISBN 9788869436437.